# Жабени
Жабени (мкд. Жабени) су насеље у Северној Македонији, у јужном делу државе. Жабени припадају општини Битољ.

## Географија
Насеље Жабени је смештено у крајње јужном делу Северне Македоније, близу државне границе са Грчком (5 km јужно од насеља). Од најближег већег града, Битоља, насеље је удаљено 12 km јужно.
Жабени се налазе у јужном делу Пелагоније, највеће висоравни Северне Македоније. Насељски атар је равничарски, док се даље, ка западу, издиже планина Баба. Источно од села тече Црна Река. Надморска висина насеља је приближно 580 метара.
Клима у насељу је умереноконтинентална.

## Становништво
Жабени су према последњем попису из 2021. године имали 144 становника.
| Национални састав према попису из 2021.‍ | Национални састав према попису из 2021.‍ | Национални састав према попису из 2021.‍ | Национални састав према попису из 2021.‍ | Национални састав према попису из 2021.‍ |
| --------------------------------------- | --------------------------------------- | --------------------------------------- | --------------------------------------- | --------------------------------------- |
|                                         |                                         |                                         |                                         |                                         |
| Албанци                                 | Албанци                                 |                                         | 120                                     | 83,3%                                   |
| Македонци                               | Македонци                               |                                         | 14                                      | 9,7%                                    |

Већинска вероисповест је ислам, а мањинска православље.